# Pasiflora
Pasiflora (Kristov cvijet, trubanj; lat. Passiflora) je rod jednogodišnjeg raslinja, trajnica i vazdazelenih
grmastih penjačica iz porodice Passifloraceae. Ovaj je rod dao ime cijeloj obitelji Passifloraceae. Cvjetovi donekle podsjećaju na krunu od trnja pa je prema tome nazvana passio: patnja + lat. flos, genitiv floris: cvijet. Španjolski su je osvajači donijeli u Europu početkom 17 stoljeća. 
Pasiflora je višegodišnja penjačica podrijetlom iz Južne Amerike. Može narasti i do 8 metara.
Za uspješan uzgoj ove biljke u sobi treba imati na umu da pasiflora zahtijeva ne samo mnogo svjetla nego i sunca, te da mora rasti na zračnom mjestu. Budući da ima duge vitice, najčešće se držači postavljaju ukrug. Vitice i izdanci podrezuju se u proljeće. Ako uopće ne procvatu, treba odrezati glavni izdanak iznad 4 ili 6 lista. Grane koje izrastu iz glavne stabljike treba opet podrezati iznad 2 do 3 lista, jer pasiflora cvate isključivo na rodnoj grančici. Cvate od lipnja do kolovoza. Cvjetovi su mirisni promjera 5-8 cm, latice su blijedo ljubičaste, a iz njihove baze izrasta niz nitastih ružičastih do purpurnih članova krunice, tako da se čini da su latice dvovrsne.
Plodovi su jajolike bobe s mnogo sjemenki. Dozrijevaju krajem ljeta i u ranu jesen. Plodovi su bogati vitaminom C, kalcijem i željezom.
Pasiflora ima dugu tradiciju kao ljekovita biljka. Stari južnoamerički indijanci smatrali su njezine cvjetove životnim eliksirom pa su ih stavljali u vodu za piće. Danas se najvažnijim ljekovitim sastojcima smatraju se flavonoidi i maltol koji imaju umirujući i uspavljujući učinak.
Najpoznatije vrste kojima se plodovi poznati pod imenom granadilja (granadilla) i marakuja (maracuja) koriste za jelo su: Passiflora edulis, Passiflora laurifolia, Passiflora quadrangularis, Passiflora ligularis, kao ukrasna se uzgaja Passiflora caerulea, a Passiflora incarnata je ljekovita.

## Popis vrsta
Postoje 584 priznate vrste i znatan broj onih čiji status još nije riješen, odnosno još nije ustanovljeno čine li posebnu vrstu ili su sinonim neke druge.
1. Passiflora actinia Hook.
2. Passiflora acuminata DC.
3. Passiflora adenopoda [Moc. & Sessé ex] DC.
4. Passiflora adulterina L. fil.
5. Passiflora affinis Engelm. ex A. Gray
6. Passiflora aimae Annonay & Feuillet
7. Passiflora alata Curtis
8. Passiflora allantophylla Mast. ex J. D. Sm.
9. Passiflora alnifolia Kunth
10. Passiflora altebilobata Hemsl.
11. Passiflora amalocarpa Barb. Rodr.
12. Passiflora amazonica L. K. Escobar
13. Passiflora ambigua Hemsl. ex Hook. fil.
14. Passiflora amethystina J. C. Mikan
15. Passiflora amicorum Wurdack
16. Passiflora amoena L. K. Escobar
17. Passiflora ampullacea Harms
18. Passiflora anadenia Urb.
19. Passiflora anastomosans (Lamb. ex DC.) Killip
20. Passiflora andersonii DC.
21. Passiflora andicola Esquerre
22. Passiflora andina Killip
23. Passiflora andreana Mast.
24. Passiflora anfracta Mast. & André
25. Passiflora angusta Feuillet & J. M. Mac Dougal
26. Passiflora antioquiensis H. Karst.
27. Passiflora apetala Killip
28. Passiflora apoda Harms
29. Passiflora araguensis L. K. Escobar
30. Passiflora araujoi Sacco
31. Passiflora arbelaezii Uribe
32. Passiflora arborea Spreng.
33. Passiflora arida (Mast. & Rose) Killip
34. Passiflora aristulata Mast.
35. Passiflora arizonica (Killip) D. H. Goldman
36. Passiflora arta Feuillet
37. Passiflora ascidia Feuillet
38. Passiflora aurantia G. Forst.
39. Passiflora aurantioides (K. Schum.) Krosnick
40. Passiflora auriculata Kunth
41. Passiflora azeroana Uribe
42. Passiflora bacabensis Mezzonato, E. O. Silva & E. A. Oliveira
43. Passiflora bahamensis Britton
44. Passiflora bahiensis Klotzsch
45. Passiflora balbis Feuillet
46. Passiflora barclayi (Seem.) Mast.
47. Passiflora bernaccii Mezzonato
48. Passiflora berteriana Balb. ex DC.
49. Passiflora bicornis Mill.
50. Passiflora bicrura Urb.
51. Passiflora bicuspidata (H. Karst.) Mast.
52. Passiflora biflora Lam.
53. Passiflora bilobata A. Juss.
54. Passiflora boenderi J. M. Mac Dougal
55. Passiflora bogotensis Benth.
56. Passiflora boticarioana Cervi
57. Passiflora brachyantha L. K. Escobar
58. Passiflora bracteosa Planch. & Linden ex Triana & Planch.
59. Passiflora brevifila Killip
60. Passiflora bryonioides Kunth
61. Passiflora bucaramangensis Killip
62. Passiflora buchtienii Killip
63. Passiflora cacao Bernacci & M. M. Souza
64. Passiflora caerulea L.
65. Passiflora calcicola Proctor
66. Passiflora calicicalyx T. Boza & J. M. Mac Dougal
67. Passiflora callacallensis Skrabal & Weigend
68. Passiflora callistemma L. K. Escobar
69. Passiflora calypilosa Kuethe & H. Bernal
70. Passiflora campanulata Mast.
71. Passiflora candida (Poepp. & Endl.) Mast.
72. Passiflora candollei Triana & Planch.
73. Passiflora caparaoensis Magro-Moraes, M. A. M. Azevedo & Gelli de Faria
74. Passiflora capparidifolia Killip
75. Passiflora capsularis L.
76. Passiflora carajasensis A. K. Koch & Ilk.-Borg.
77. Passiflora cardonae Killip
78. Passiflora carnosisepala P. Jørg.
79. Passiflora carrascoensis P. Jørg. & R. Vásquez
80. Passiflora castellanosii Sacco
81. Passiflora catharinensis Sacco
82. Passiflora cauliflora Harms
83. Passiflora cerasina Annonay & Feuillet
84. Passiflora ceratocarpa Silveira
85. Passiflora cerradensis Sacco
86. Passiflora cervii M. A. M. Azevedo
87. Passiflora chaparensis R. Vásquez
88. Passiflora chelidonea Mast.
89. Passiflora chimuensis A. Estrada, G. Rivera & J. Solano
90. Passiflora chlorina L. K. Escobar
91. Passiflora chocoensis G. Gerlach & Ulmer
92. Passiflora choconiana S. Watson ex W. T. Brigham
93. Passiflora chrysophylla Chodat
94. Passiflora chrysosepala Schwerdtf.
95. Passiflora ciliata Dryand. ex Aiton
96. Passiflora cincinnata Mast.
97. Passiflora cinnabarina Lindl.
98. Passiflora cirrhiflora A. Juss.
99. Passiflora cirrhipes Killip
100. Passiflora cisnana Harms
101. Passiflora cissampeloides J. M. Mac Dougal
102. Passiflora citrifolia (Juss.) Mast.
103. Passiflora citrina J. M. Mac Dougal
104. Passiflora clathrata Mast.
105. Passiflora clypeophylla Mast. ex J. D. Sm.
106. Passiflora coactilis (Mast.) Killip
107. Passiflora cobanensis Killip
108. Passiflora coccinea Aubl.
109. Passiflora cochinchinensis Spreng.
110. Passiflora coelestis Parteka & A. Silvério
111. Passiflora colimensis Mast. & Rose ex Rose
112. Passiflora colinvauxii Wiggins
113. Passiflora colombiana L. K. Escobar
114. Passiflora compar Feuillet
115. Passiflora complanata J. M. Mac Dougal
116. Passiflora condorita P. Jørg.
117. Passiflora contracta Vitta
118. Passiflora conzattiana Killip
119. Passiflora cordistipula Cervi
120. Passiflora coriacea Juss.
121. Passiflora costaricensis Killip
122. Passiflora costata Mast.
123. Passiflora crassifolia Killip
124. Passiflora cremastantha Harms
125. Passiflora crenata Feuillet & Cremers
126. Passiflora creuci-caetanoae M. Bonilla
127. Passiflora crispolanata Uribe
128. Passiflora cristalina Vanderpl. & Zappi
129. Passiflora cryptopetala Hoehne
130. Passiflora cuatrecasasii Killip
131. Passiflora cubensis Urb.
132. Passiflora cumbalensis Harms
133. Passiflora cuneata Willd.
134. Passiflora cupiformis Mast.
135. Passiflora cupraea L.
136. Passiflora curva Feuillet
137. Passiflora cuspidifolia Harms
138. Passiflora cuzcoensis Killip
139. Passiflora cyanea Mast.
140. Passiflora dalechampioides Killip
141. Passiflora danielii Killip
142. Passiflora dasyadenia Urb.
143. Passiflora davidii Feuillet
144. Passiflora dawei Killip
145. Passiflora decipiens Mast.
146. Passiflora deidamioides Harms
147. Passiflora deltoifolia Holm-Niels. & Lawesson
148. Passiflora dictamo DC.
149. Passiflora dioscoreifolia Killip
150. Passiflora discophora P. M. Jørg. & Lawesson
151. Passiflora dolichocarpa Killip
152. Passiflora dorisiae Esquerre
153. Passiflora eberhardtii Gagnep.
154. Passiflora echinasteris A. K. Koch, A. Cardoso & Ilk.-Borg.
155. Passiflora edmundoi Sacco
156. Passiflora edulis Sims
157. Passiflora eggersii Harms
158. Passiflora eglandulosa J. M. Mac Dougal
159. Passiflora eichleriana Mast.
160. Passiflora ekmanii Killip & Urb.
161. Passiflora elegans Mart.
162. Passiflora elliptica Gardner
163. Passiflora emarginata Humb. & Bonpl.
164. Passiflora engleriana Harms
165. Passiflora ernestii Harms
166. Passiflora erythrophylla Mast.
167. Passiflora escobariana J. M. Mac Dougal
168. Passiflora eueidipabulum S. Knapp & Mallet
169. Passiflora exoperculata Mast.
170. Passiflora exsudans Zucc.
171. Passiflora exura Feuillet
172. Passiflora faleiroi Imig
173. Passiflora fanchonae Feuillet
174. Passiflora farneyi Pessoa & Cervi
175. Passiflora faroana Harms
176. Passiflora fernandezii L. K. Escobar
177. Passiflora ferruginea Mast.
178. Passiflora filamentosa Cav.
179. Passiflora filipes Benth.
180. Passiflora fimbriatistipula Harms
181. Passiflora fissurosa M. A. D. Souza
182. Passiflora flexipes Triana & Planch.
183. Passiflora foetida L.
184. Passiflora formosa Ulmer
185. Passiflora franciscoi C. Aguirre & M. Bonilla
186. Passiflora frutescens Ruiz & Pav. ex Killip
187. Passiflora fruticosa Killip
188. Passiflora fuchsiiflora Hemsl.
189. Passiflora gabrielliana Vanderpl.
190. Passiflora galbana Mast.
191. Passiflora garckei Mast.
192. Passiflora gardneri Mast.
193. Passiflora gibertii N. E. Br.
194. Passiflora gilbertiana J. M. Mac Dougal
195. Passiflora gironensis C. Aguirre, M. Bonilla & A. Rojas
196. Passiflora glaberrima (A. Juss.) Triana & Planch.
197. Passiflora glandulosa Cav.
198. Passiflora glaucescens Killip
199. Passiflora gleasonii Killip
200. Passiflora goniosperma Killip
201. Passiflora gracilens (A. Gray) Harms
202. Passiflora gracilis Jacq.
203. Passiflora gracillima Killip
204. Passiflora grandis Killip
205. Passiflora gritensis H. Karst.
206. Passiflora guatemalensis S. Watson ex W. T. Brigham
207. Passiflora guazumifolia Jacq.
208. Passiflora guedesii Huber
209. Passiflora guentheri Harms
210. Passiflora gustaviana Ocampo & Molinari
211. Passiflora guyanensis Annonay
212. Passiflora haematostigma Mast.
213. Passiflora hahnii (E. Fourn.) Mast.
214. Passiflora harlingii Holm-Niels.
215. Passiflora hastifolia Killip
216. Passiflora hatschbachii Cervi
217. Passiflora haughtii Killip
218. Passiflora helleri Peyr.
219. Passiflora henryi Hemsl.
220. Passiflora herbertiana [Ker.Gawl.]
221. Passiflora herthae Harms
222. Passiflora heterohelix Killip
223. Passiflora hexagonocarpa Barb. Rodr.
224. Passiflora hirtiflora P. M. Jørg. & Holm-Niels.
225. Passiflora hollrungii K. Schum.
226. Passiflora holosericea L.
227. Passiflora holtii Killip
228. Passiflora huamachucoensis L. K. Escobar
229. Passiflora hyacinthiflora Planch. & Linden ex Planch. & Triana
230. Passiflora hypoglauca Harms
231. Passiflora ichthyura Mast.
232. Passiflora igrapiunensis T. S. Nunes & L. P. Queiroz
233. Passiflora imbeana Sacco
234. Passiflora inca P. Jørg.
235. Passiflora incarnata L.
236. Passiflora indecora Kunth
237. Passiflora insignis (Mast.) Hook.
238. Passiflora insolita Vanderpl. & Ochoa
239. Passiflora insueta Feuillet & Mac Dougal
240. Passiflora intricata J. M. Mac Dougal & J. Ochoa
241. Passiflora inundata Ducke
242. Passiflora involucrata (Mast.) A. H. Gentry
243. Passiflora ischnoclada Harms
244. Passiflora ita Mezzonato, R. S. Ribeiro & Gonella
245. Passiflora itatiaiensis Vanderpl.
246. Passiflora itzensis (J. M. Mac Dougal) Port.-Utl.
247. Passiflora jaenensis Esquerre
248. Passiflora jamesonii (Mast.) Bailey
249. Passiflora jardinensis L. K. Escobar
250. Passiflora jatunsachensis Schwerdtf.
251. Passiflora jianfengensis S. M. Hwang & Q. Huang
252. Passiflora jiboiaensis M. A. M. Azevedo
253. Passiflora jilekii Wawra
254. Passiflora joergenseniana T. Boza
255. Passiflora jorgeana Mezzonato
256. Passiflora jorullensis Kunth
257. Passiflora jugorum W. W. Sm.
258. Passiflora juliana J. M. Mac Dougal
259. Passiflora junqueirae Imig & Cervi
260. Passiflora jussieui Feuillet
261. Passiflora kalbreyeri Mast.
262. Passiflora kapiriensis Rome & Coppens
263. Passiflora karwinskii Mast.
264. Passiflora kawensis Feuillet
265. Passiflora kermesina Link & Otto
266. Passiflora kikiana Cervi & Linsingen
267. Passiflora killipiana Cuatrec.
268. Passiflora kuethiana Esquerre
269. Passiflora kumandayi M. A. Buitr. A. & Coca
270. Passiflora kuranda Krosnick & A. J. Ford
271. Passiflora kwangtungensis Merr.
272. Passiflora lanata (Juss.) Poir.
273. Passiflora lancearia Mast.
274. Passiflora lanceolata (Mast.) Harms
275. Passiflora lancetillensis J. M. Mac Dougal & Meerman
276. Passiflora lancifolia Desv. ex Ham.
277. Passiflora lauana J. M. Mac Dougal
278. Passiflora laurifolia L.
279. Passiflora lawessonii P. Jørg.
280. Passiflora lehmannii Mast.
281. Passiflora lepidota Mast.
282. Passiflora leptoclada Harms
283. Passiflora leptomischa Harms
284. Passiflora leptopoda Harms
285. Passiflora leschenaultii DC.
286. Passiflora ligularis A. Juss.
287. Passiflora linda Panero
288. Passiflora lindeniana Planch. ex Triana & Planch.
289. Passiflora linearistipula L. K. Escobar
290. Passiflora lobata (Killip) Hutch. ex J. M. Mac Dougal
291. Passiflora lobbii Mast.
292. Passiflora loefgrenii Vitta
293. Passiflora longicuspis Vanderpl. & S. E. Vanderpl.
294. Passiflora longifilamentosa A. K. Koch, A. Cardoso & Ilk.-Borg.
295. Passiflora longilobis Hoehne
296. Passiflora longipes A. Juss.
297. Passiflora longiracemosa Ducke
298. Passiflora lorenziana Mezzonato & Bernacci
299. Passiflora loretensis Killip
300. Passiflora loxensis Killip & Cuatrec.
301. Passiflora luetzelburgii Harms
302. Passiflora lutea L.
303. Passiflora luzmarina P. M. Jørg.
304. Passiflora lyra Planch. & Linden ex Killip
305. Passiflora macdougaliana S. Knapp & Mallet
306. Passiflora macfadyenii C. D. Adams
307. Passiflora macrophylla Spruce ex Mast.
308. Passiflora macropoda Killip
309. Passiflora madidiana P. Jørg., Cayola & Araujo-Murak.
310. Passiflora maestrensis Duharte
311. Passiflora magdalenae Triana & Planch.
312. Passiflora magnifica L. K. Escobar
313. Passiflora maguirei Killip
314. Passiflora malacophylla Mast.
315. Passiflora maliformis L.
316. Passiflora malletii J. M. Mac Dougal
317. Passiflora manantlensis J. M. Mac Dougal
318. Passiflora mandonii (Mast.) Killip
319. Passiflora manicata (A. Juss.) Pers.
320. Passiflora mansoi (Mart.) Mast.
321. Passiflora mapiriensis Harms
322. Passiflora margaritae Sacco
323. Passiflora marginata Mast.
324. Passiflora markiana K. Hansen
325. Passiflora mathewsii (Mast.) Killip
326. Passiflora mayarum J. M. Mac Dougal
327. Passiflora mcvaughiana J. M. Mac Dougal
328. Passiflora megacoriacea Port.-Utl.
329. Passiflora membranacea Benth.
330. Passiflora mendoncaei Harms
331. Passiflora menghaiensis X. D. Ma, L. C. Yan & J. Y. Shen
332. Passiflora menispermacea Triana & Planch.
333. Passiflora menispermifolia Kunth
334. Passiflora metae M. Bonilla, C. Aguirre & Caetano
335. Passiflora mexicana A. Juss.
336. Passiflora micropetala Mast.
337. Passiflora microstipula L. E. Gilbert & J. M. Mac Dougal
338. Passiflora miersii Mast.
339. Passiflora miniata Vanderpl.
340. Passiflora misera Kunth
341. Passiflora mistratensis Kuethe & Vanderpl.
342. Passiflora mixta L. fil.
343. Passiflora mollis Kunth
344. Passiflora mollissima (Kunth) Bailey
345. Passiflora moluccana Reinw.
346. Passiflora monadelpha P. M. Jørg. & Holm-Niels.
347. Passiflora mooreana Hook.
348. Passiflora morifolia Mast.
349. Passiflora mucronata Lam.
350. Passiflora mucugeana T. S. Nunes & L. P. Queiroz
351. Passiflora multiflora L.
352. Passiflora multiformis Jacq.
353. Passiflora munchiquensis Al. Hern.
354. Passiflora murucuja L.
355. Passiflora mutisii Killip
356. Passiflora nana J. M. Mac Dougal
357. Passiflora napalensis Wall.
358. Passiflora nebulosae Restrepo & Ocampo
359. Passiflora nelsonii Mast. & Rose
360. Passiflora nephrodes Mast.
361. Passiflora nigradenia Rusby
362. Passiflora nipensis Britton
363. Passiflora nitida Kunth
364. Passiflora nubicola J. M. Mac Dougal
365. Passiflora nuriensis Steyerm.
366. Passiflora oaxacensis J. M. Mac Dougal
367. Passiflora oblongata Sw.
368. Passiflora obovata Killip ex Standl. & Record
369. Passiflora odontophylla Harms ex Glaz.
370. Passiflora oerstedii Mast.
371. Passiflora orbiculata Cav.
372. Passiflora organensis Gardner
373. Passiflora ornithoura Mast. ex J. D. Sm.
374. Passiflora ovalis Vell.
375. Passiflora ovata Martin ex DC.
376. Passiflora pachyantha Killip
377. Passiflora pacifica L. K. Escobar
378. Passiflora palenquensis Holm-Niels. & Lawesson
379. Passiflora pallens Poepp. ex Mast.
380. Passiflora pallida L.
381. Passiflora palmatisecta Mast.
382. Passiflora palmeri Rose
383. Passiflora pamplonensis Triana & Planch.
384. Passiflora panamensis Killip
385. Passiflora papilio Li
386. Passiflora pardifolia Vanderpl.
387. Passiflora parritae (Mast.) L. H. Bailey
388. Passiflora parvifolia (DC.) Harms
389. Passiflora parvipetala P. Jørg.
390. Passiflora pascoensis L. K. Escobar
391. Passiflora pavonis Mast.
392. Passiflora pectinata Griseb.
393. Passiflora pedata L.
394. Passiflora pedicellaris J. M. Mac Dougal
395. Passiflora peduncularis Cav.
396. Passiflora pendens J. M. Mac Dougal
397. Passiflora penduliflora Bertero ex DC.
398. Passiflora pennellii Killip
399. Passiflora pentagona Mast.
400. Passiflora pentaschista (Killip) H. T. Svoboda
401. Passiflora perakensis Hallier fil.
402. Passiflora perfoliata L.
403. Passiflora pergrandis Holm-Niels. & Lawesson
404. Passiflora pertriloba Merr.
405. Passiflora phaeocaula Killip
406. Passiflora phellos Feuillet
407. Passiflora picturata Ker Gawl.
408. Passiflora pilosa Ruiz & Pav. ex DC.
409. Passiflora pilosicorona Sacco
410. Passiflora pilosissima Killip
411. Passiflora pinnatistipula Cav.
412. Passiflora pittieri Mast.
413. Passiflora platyloba Killip
414. Passiflora plumosa Feuillet & Cremers
415. Passiflora podadenia Killip
416. Passiflora podlechii Skrabal & Weigend
417. Passiflora poeppigii Mast.
418. Passiflora pohlii Mast.
419. Passiflora popayanensis Killip
420. Passiflora popenovii Killip
421. Passiflora porphyretica Mast. ex J. D. Sm.
422. Passiflora poslae Vanderpl. & Boender
423. Passiflora pottiae Cervi & Imig
424. Passiflora praemorsa T. Boza
425. Passiflora prolata Mast.
426. Passiflora pterocarpa J. M. Mac Dougal
427. Passiflora punctata L.
428. Passiflora purdiei Killip
429. Passiflora pusilla J. M. Mac Dougal
430. Passiflora putumayensis Killip
431. Passiflora pyrrhantha Harms
432. Passiflora quadrangularis L.
433. Passiflora quadraticordata Lozada-Pérez
434. Passiflora quadrifaria Vanderpl.
435. Passiflora quadriflora Killip
436. Passiflora quadriglandulosa Rodschied
437. Passiflora quelchii N. E. Br.
438. Passiflora quercetorum Killip
439. Passiflora quetzal J. M. Mac Dougal
440. Passiflora quimbayensis Ocampo & Forero
441. Passiflora quindiensis Killip
442. Passiflora quinonesiae M. Bonilla, C. Aguirre & Caetano
443. Passiflora quinquangularis S. Calderón ex J. M. Mac Dougal
444. Passiflora racemosa Brot.
445. Passiflora recurva Mast.
446. Passiflora reflexiflora Cav.
447. Passiflora reitzii Sacco
448. Passiflora resticulata Mast. & André
449. Passiflora retipetala Mast.
450. Passiflora rhamnifolia Mast.
451. Passiflora riparia Mart. ex Mast.
452. Passiflora roseorum Killip
453. Passiflora rotundifolia L.
454. Passiflora rovirosae Killip
455. Passiflora rubra L.
456. Passiflora rubrotincta Killip
457. Passiflora rufa Feuillet & J. M. Mac Dougal
458. Passiflora rufostipulata Feuillet
459. Passiflora rugosa (Mast.) Tr. & Planch.
460. Passiflora runa L. K. Escobar
461. Passiflora rupestris Bernacci, Mezzonato & Salimena
462. Passiflora rusbyi Rusby
463. Passiflora saccoi Cervi
464. Passiflora sagasteguii Skrabal & Weigend
465. Passiflora salpoensis S. Leiva & Tantalean
466. Passiflora sanchezii Skrabal & Weigend
467. Passiflora sanctae-barbarae Holm-Niels. & P. M. Jørg.
468. Passiflora sanctae-mariae J. M. Mac Dougal
469. Passiflora sandrae J. M. Mac Dougal
470. Passiflora sanguinolenta Mast. & Linden
471. Passiflora santos-llatasii Esquerre
472. Passiflora saulensis Feuillet
473. Passiflora saxicola N. P. Gontsch.
474. Passiflora schlimiana Regel
475. Passiflora sclerophylla Harms
476. Passiflora securiclata Mast.
477. Passiflora seemannii Griseb.
478. Passiflora semiciliosa Triana & Planch.
479. Passiflora serratifolia L.
480. Passiflora serratodigitata L.
481. Passiflora serrulata Jacq.
482. Passiflora setacea DC.
483. Passiflora setulosa Killip
484. Passiflora sexflora A. Juss.
485. Passiflora sexocellata Schltdl.
486. Passiflora shaferi Britton
487. Passiflora siamica Craib
488. Passiflora sicyoides Cham. & Schltdl.
489. Passiflora sidifolia M. Roem.
490. Passiflora sierrae L. K. Escobar
491. Passiflora skiantha Huber
492. Passiflora smilacifolia J. M. Mac Dougal
493. Passiflora smithii Killip
494. Passiflora sodiroi Harms
495. Passiflora soliana A. Estrada & G. Rivera
496. Passiflora solomonii L. K. Escobar
497. Passiflora speciosa Gardner
498. Passiflora spectabilis Killip
499. Passiflora sphaerocarpa Triana & Planch.
500. Passiflora spicata Mast.
501. Passiflora spinosa (Poepp. & Endl.) Mast.
502. Passiflora splendida M. Bonilla, C. Aguirre & Caetano
503. Passiflora sprucei Mast.
504. Passiflora standleyi Killip
505. Passiflora stellata Moritz ex Killip
506. Passiflora stenoloba Urb.
507. Passiflora stenosepala Killip
508. Passiflora stipulata Aubl.
509. Passiflora suberosa L.
510. Passiflora subfertilis J. M. Mac Dougal
511. Passiflora sublanceolata (Killip) J. M. Mac Dougal
512. Passiflora subpeltata Ortega
513. Passiflora subpurpurea P. M. Jørg. & Holm-Niels.
514. Passiflora subrotunda Mast.
515. Passiflora subulata Mast.
516. Passiflora sumatrana Blume
517. Passiflora tacanensis Port.-Utl.
518. Passiflora tacsonioides Griseb.
519. Passiflora talamancensis Killip
520. Passiflora tarapotina Harms
521. Passiflora tarminiana Coppens & V. E. Barney
522. Passiflora tatei Killip & Rusby
523. Passiflora tecta Feuillet
524. Passiflora telesiphe S. Knapp & Mallet
525. Passiflora tenella Killip
526. Passiflora tenerifensis L. K. Escobar
527. Passiflora tenuifila Killip
528. Passiflora tenuiloba Engelm. ex A. Gray
529. Passiflora tesserula Skrabal & Weigend
530. Passiflora tessmannii Harms
531. Passiflora tetrandra Banks & Sol. ex DC.
532. Passiflora tholozanii Sacco
533. Passiflora tica Gómez-Laur. & L. D. Gómez
534. Passiflora tiliifolia Cav.
535. Passiflora timboensis T. S. Nunes & L. P. Queiroz
536. Passiflora tina Boender & Ulmer
537. Passiflora tolimana Harms
538. Passiflora tonkinensis W. J. de Wilde
539. Passiflora transversalis M. A. M. Azevedo
540. Passiflora trialata Feuillet & J. M. Mac Dougal
541. Passiflora trianae Killip
542. Passiflora trichopoda J. M. Mac Dougal
543. Passiflora tricuspis Mast.
544. Passiflora trifasciata Lem.
545. Passiflora trifoliata Cav.
546. Passiflora triloba Ruiz & Pav. ex DC.
547. Passiflora trilobophylla Harms
548. Passiflora trinervia (Juss.) Poir.
549. Passiflora trinifolia Mast.
550. Passiflora trintae Sacco
551. Passiflora tripartita (A. Juss.) Poir.
552. Passiflora trisecta Mast.
553. Passiflora trisulca Mast.
554. Passiflora trochlearis P. M. Jørg.
555. Passiflora truncata Regel
556. Passiflora truxillensis Planch. & Linden ex Triana & Planch.
557. Passiflora tryphostemmatoides Harms
558. Passiflora tuberosa Jacq.
559. Passiflora tucumanensis Hook.
560. Passiflora tulae Urb.
561. Passiflora umbilicata (Griseb.) Harms
562. Passiflora uncinata J. M. Mac Dougal
563. Passiflora unipetala P. Jørg., Muchhala & J. M. Mac Dougal
564. Passiflora urbaniana Killip
565. Passiflora uribei L. K. Escobar
566. Passiflora urnifolia Rusby
567. Passiflora ursina Killip & Cuatrec.
568. Passiflora urubiciensis Cervi
569. Passiflora variolata Poepp. & Endl.
570. Passiflora vellozii Gardner
571. Passiflora venosa Rusby
572. Passiflora venusta R. Vásquez & M. Delanoy
573. Passiflora veraguasensis J. M. Mac Dougal
574. Passiflora vescoi D. Rignon & L. Rignon
575. Passiflora vespertilio L.
576. Passiflora vestita Killip
577. Passiflora villosa Vell.
578. Passiflora viridescens L. K. Escobar
579. Passiflora viridiflora Cav.
580. Passiflora vitifolia Kunth
581. Passiflora watsoniana Mast.
582. Passiflora weberbaueri Harms
583. Passiflora weigendii Ulmer & Schwerdtf.
584. Passiflora wilsonii Hemsl.
585. Passiflora xiikzodz J. M. Mac Dougal
586. Passiflora xishuangbannaensis Krosnick
587. Passiflora yucatanensis Killip ex Standl.
588. Passiflora zamorana Killip
589. Passiflora × rosea (H. Karst.) Killip

Za rod Hollrungia K.Schum. ne postoji jedinstveno znanstveničko stajalište je li ovaj rod treba smatrati istovjetnim rodu Passiflora ili je samostalni rod.

## Ugroženost
Iz ovog roda 27 je vrsta svrstano u IUCN-ov popis ugroženih vrsta.